# Debbie Dunn
Debbie Dunn (* 26. März 1978) ist eine US-amerikanische Leichtathletin, die sich auf den 400-Meter-Lauf spezialisiert hat.
2006 gewann sie bei den Hallenweltmeisterschaften in Moskau die Silbermedaille mit der US-amerikanischen 4-mal-400-Meter-Staffel. Bei den Panamerikanischen Spielen 2007 in Rio de Janeiro holte sie mit der Staffel die Bronzemedaille. Außerdem belegte Dunn dort den achten Platz über 400 Meter.
Den größten Erfolg ihrer Karriere feierte sie mit dem Titelgewinn in der 4-mal-400-Meter-Staffel bei den Weltmeisterschaften 2009 in Berlin. Debbie Dunn, Allyson Felix, Lashinda Demus und Sanya Richards erreichten das Ziel in der Weltjahresbestleistung von 3:17,83 min mit deutlichem Vorsprung vor den Mannschaften aus Jamaika und Russland. Darüber hinaus startete Dunn in Berlin auch im 400-Meter-Lauf, wo sie im Finale in 50,35 s Sechste wurde. Zuvor war sie im Halbfinallauf mit 49,95 s über die Stadionrunde zum ersten Mal in ihrer Karriere unter 50 Sekunden geblieben.
Bei den Hallenweltmeisterschaften 2010 in Doha gewann sie in einer Zeit von 51,04 s den Titel im 400-Meter-Lauf.
Im Juli 2012 ließ sich Dunn nach einem positiven Dopingbefund, einem erhöhten Testosteron/Epitestosteron-Wert, aus der Mannschaft der USA für die Olympischen Spiele 2012 streichen. Sie wurde für zwei Jahre bis zum 31. Juli 2014 gesperrt.
Debbie Dunn hat bei einer Körpergröße von 1,69 m ein Wettkampfgewicht von 58 kg und wird von Malcolm Watts trainiert.

## Bestleistungen
- 200 m: 22,73 s, 6. September 2009, Rieti
- 400 m: 49,95 s, 16. August 2009, Berlin